# جزر و مد سنج

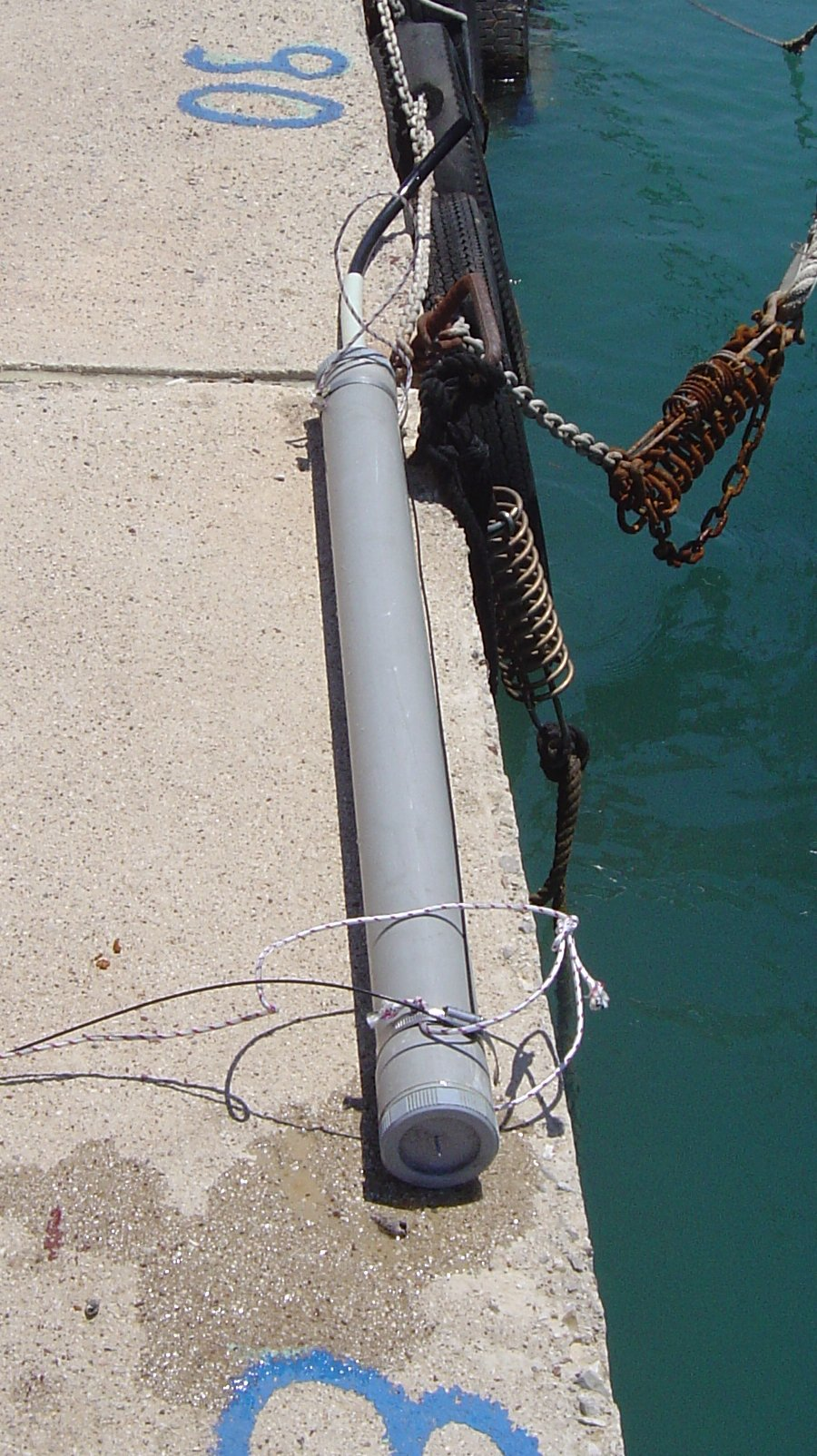
یک جزر و مد سنج

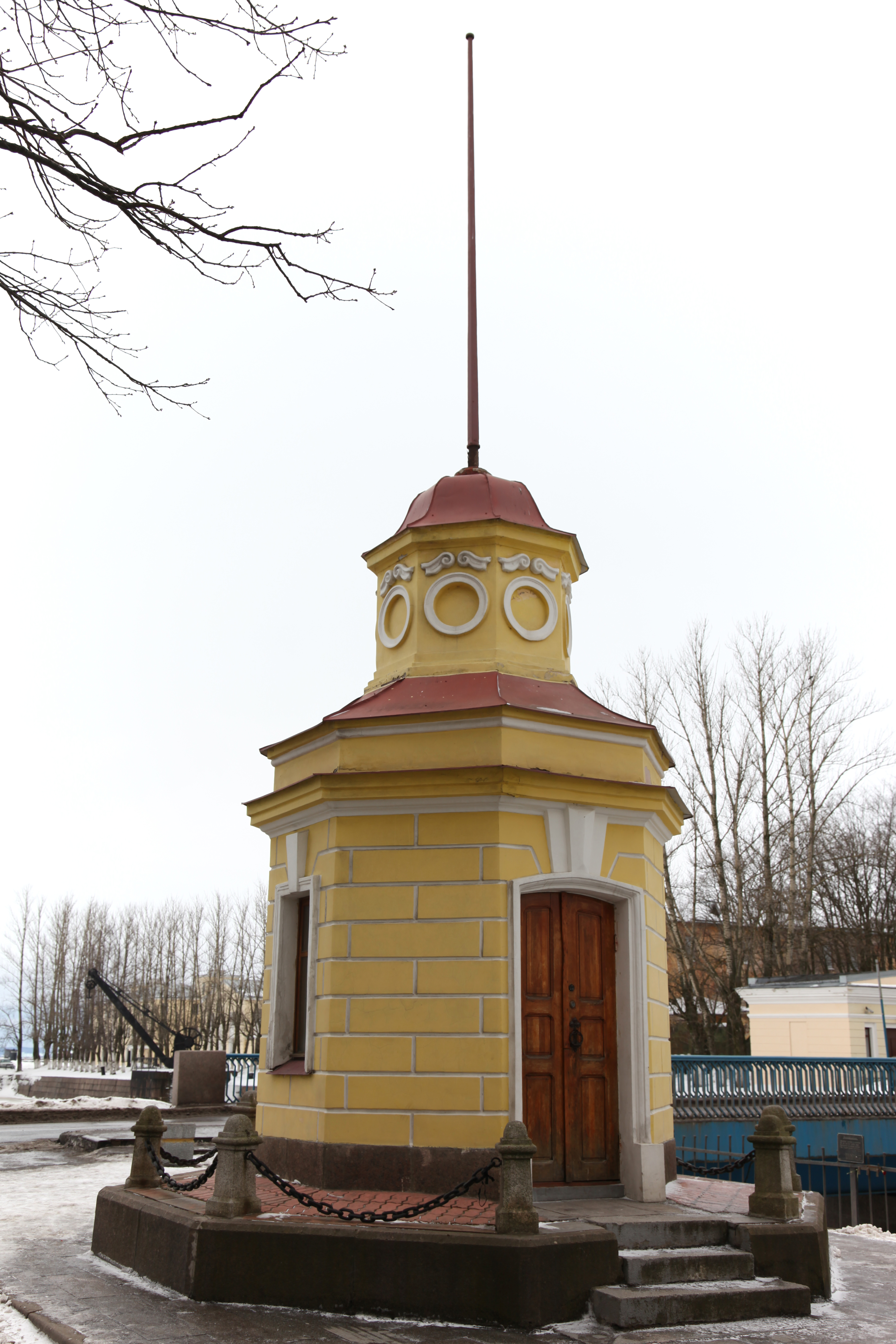
جزر و مد سنج بندر کرونشتات، روسیه

جزر و مد سنج (انگلیسی: Tide gauge) وسیله‌ای برای اندازه‌گیری مداوم تغییر سطح دریا نسبت به مقدار «مبدأ عمودی» آن سطح است؛ مقداری که معمولاً میانگین همان سطح دریاست و با سطح ژئوئید یکسان است.

## عملکرد
سنسورها به‌طور مداوم ارتفاع سطح آب را با توجه به سطح مرجع ارتفاع نزدیک به ژئوئید ثبت می‌کنند. آب از طریق لوله پایین وارد دستگاه شده (انتهای انتهایی لوله، تصویر را ببینید)، حسگرهای الکترونیکی ارتفاع آن را اندازه‌ می‌گیرند و داده‌ها را به کامپیوتر ارسال می‌کنند.
داده‌های تاریخی برای حدود ۱۴۵۰ ایستگاه در سرتاسر جهان در دسترس است که حدود ۹۵۰ ایستگاه از ژانویه ۲۰۱۰ به‌روزرسانی‌هایی را برای مرکز داده جهانی ارائه کرده‌اند. در برخی مکان‌ها، سابقه‌ها تا قرن‌ها پیش را پوشش می‌دهند، به عنوان مثال در آمستردام؛ جایی که اطلاعات مربوط به سال ۱۷۰۰ در دسترس است.
هنگامی که نوبت به تخمین تصویر بزرگتر اقیانوس می‌رسد، اغلب می‌توان با استفاده از داده‌های ماهواره‌ای، اندازه‌گیری‌های جزر و مد جدید را بهبود بخشید.

## پیشینه
اندازه‌گیری‌های سطح دریا با استفاده از قطب‌های اندازه‌گیری ساده یا "عصای جزر و مد" تا حدود سال 1830 انجام می‌شد؛ زمانی که 
اندازه‌سنج‌های خودکار با شناورهای مکانیکی و چاه‌های ساکن معرفی شدند.